# Tumulus de Nillizien
Le tumulus de Nillizien, ou sépulture circulaire de Pontivy,, est un ancien tumulus, situé à Pontivy, dans le Morbihan, en France.

## Localisation
La sépulture est située dans la partie occidentale du square Lenglier, à proximité de l'église Saint-Joseph, à Pontivy.

## Description
L'édifice se présente comme un dôme de pierre recouvert de terre, ceint d'un muret circulaire, légèrement conique,. Il mesure environ 5,4 m de diamètre pour 1,7 m de hauteur.
Le monument, fait de pierres plates, date de l'Âge du fer. Au centre du tumulus, au milieu du noyau de pierres, encadrée par l'enceinte circulaire, se trouve la chambre sépulcrale, à parois maçonnées en pierres sèches, avec pierres plates disposées en encorbellement.
Comme le décrit le panneau d'interprétation, cette chambre contenait trois niches superposées, dans lesquelles étaient placées une urne cinéraire remplie d'os humains incinérés. Elle a probablement servi de tombe collective à un chef gaulois et sa famille vers 600 av. J.-C..

## Historique
L'édifice est découvert en 1890 près du hameau de Nillizien, en Silfiac (Morbihan). Dans le but d'en assurer la préservation, la tombe est démontée la même année,, puis reconstruite à Pontivy l'année suivante par l'archéologue Jérôme Le Brigand à l'est de l'église Saint-Joseph. Elle est de nouveau déplacée en 1906 vers sa position actuelle.
L'édifice est classé au titre des monuments historiques par arrêté du 8 janvier 1892. Les 3 urnes funéraires sont conservées au musée d'histoire et d'archéologie de Vannes